# 露娜·羅古德
露娜·羅古德（英語：Luna Lovegood）是英國小說作家J·K·羅琳的奇幻小說系列《哈利·波特》系列中的人物。該角色首次出現於中，當中她被描述為有著一頭髒金色的散亂及腰的長髮，臉上帶著茫然的神色。她有著銀鈴般淚水模糊和隆起的眼睛（讓她看起來
「永遠驚嚇的樣子」）。
該角色由愛爾蘭女演員伊文娜·林奇飾演，她在改編電影《鳳凰會的密令》、《混血王子的背叛》、《死神的聖物1》及《死神的聖物2》裡出現。羅琳在她的網站上形容這位女演員為這個角色的「完美」選擇。為了飾演這個角色，林奇不得不把她的頭髮染成淺金色，並獲得了一致好評。

## 人物性格與特徵

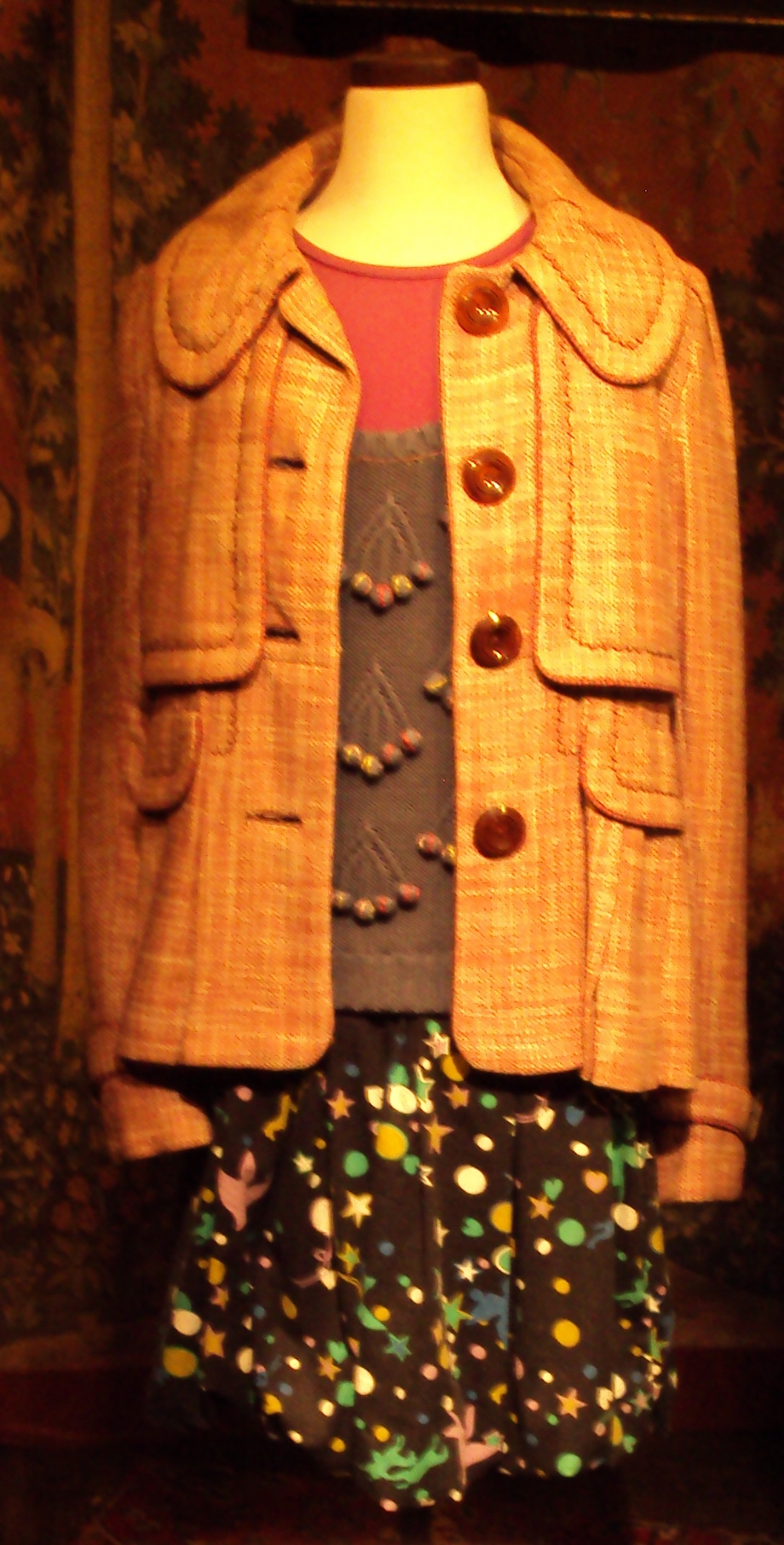
露娜的顯著裝束。

### 家庭背景
露娜的家庭在之前從未被提及，雖然露娜的血統沒有被直接提及，但是她的父母都是魔法世界的巫師及女巫。她的父親—贊諾·羅古德於《死神的聖物》中首次亮相，儘管他於較早時候被其女兒公開他是巫師雜誌《謬論家（The Quibbler）》的主編，絕大多數人認為這本雜誌的內容僅僅是荒謬的奇聞軼事和可笑的娛樂小品。根據露娜的說法，她認為其父親的這本雜誌發表了「出版他認為公眾需要知道的重要的故事」，並對其內容深信不疑。露娜的母親，據露娜所說，她是一位喜歡做實驗的非凡女巫，卻因一次嚴重的咒語實驗出錯而死亡。露娜在9歲的時候因目睹了她母親的死亡，她形容那情景為「非常可怕」，這也是為何她能夠看見騎士墮鬼馬原因。露娜於小說裡似乎是家中的獨生女，因為當中並沒有提到其兄弟姐妹，種種的狀況也許意味著露娜有可能是純血或是高度混血。在中提到，羅古德一家住在英國南海岸的一個小村莊，鄰近奧特里聖卡奇波爾（英語：Ottery St. Catchpole）的附近，那裡也是衛斯理一家的住處，後來於得到證實。

#### 姓名起源
露娜（Luna）的名字源自拉丁文，有著「月亮」或是「月亮女神」的意思，月亮在西方民間傳說中，還象徵着直覺和洞察力。然而，在西方的古代，月亮被認為會誘使人們變得精神錯亂（因此有一詞，意為精神錯亂的）；這也很明顯跟露娜的瘋癲與心不在焉的性情有關，露娜也因此有一個意為癲傻的外號—「露瘋子」。露娜的護法為野兔，在英語的俗語中，野兔亦代表瘋瘋癲癲。
其姓氏羅古德（Lovegood）的起源有點模稜兩可：其姓氏把英文中兩個正面積極的詞語和拼湊在一起，這可能跟她的友好與單純有關，雖然這個解釋有點牽強，但其姓氏的確也有「熱愛美好事物」的意思。同時也有人認為該姓氏跟支持達爾文進化論的澳洲生物學家艾略特·羅古德·格蘭特·華生有關。

### 外觀上
儘管露娜被認為古怪離奇，但她經常對人性有著敏銳的洞察力，而哈利也注意到她直率誠實的竅訣。她對其朋友也非常的尊重，因為哈利注意到她在房間的天花板上把她朋友的肖像畫了下來（包括哈利、榮恩、妙麗、金妮和奈威），這些肖像以「友誼」這個詞語的鍊子一遍又一遍地重複連接起來。顯然，儘管榮恩和妙麗一再無禮的對待，她還是把這五個人視為跟她非常親近的朋友。
露娜有着凌亂的及腰金灰色長髮，眉毛的顏色很淡，眼神總是很迷茫的。她有着描述為銀鈴般淚水模糊和隆起的眼睛，這表明它們可能是淺灰色，其夢幻般的外觀讓她的樣子有點特別。一般認為，她的大眼睛不僅是喜劇化的誇張，而是像在很多經典藝術作品中所暗示的那樣—是敏感、具洞察力與靈性的象徵。她被認為是古怪和瘋癲的具體化。在小說中，她常常將魔杖折藏在耳朵後面以作安全保存。她喜歡戴首飾，所以經常戴着一串由軟木塞製成的項鍊，還有一雙很像蘿蔔的小紅耳墜。露娜經常因為其怪誕的裝束與行為遭到恥笑甚至侮辱。很多人，包括作者羅琳本人也認為她的性格特徵是小說中的另一角色—妙麗·格蘭傑的對立面。

### 性格上
J·K·羅琳經常指露娜是「反妙麗」的角色，是作為「妙麗的對立面（anti-Hermione）」，因為露娜只憑直覺和信仰來作為認識一切事物的基礎，而妙麗則把她的觀點建立在事實與邏輯上。妙麗曾一再試圖說服露娜放棄她荒謬的想法，指她的信念是無稽之談，但總是無濟於事。這並非指露娜不聰明；事實上，作為一名雷文克勞的學生，她堅信「智慧是人類最大的財富」。妙麗認為露娜「容易上當受騙」，而露娜則認為妙麗心胸狹隘和「過分偏執」。儘管她們對事物的看法不同，然而露娜跟妙麗最終成為了朋友。
在的最後，妙麗似乎意識到了露娜對自己的信念不會動搖。雖然她的行為有些怪異，但是對人性有很強的洞察力。她對友誼充滿渴望，並且願意幫助她的朋友，但並非所有讀者般認為她很單純。

## 相關情節

### 鳳凰會的密令
露娜在霍格華茲的雷文克勞學院入讀四年級，與金妮·衛斯理同屆。她首次於裡出現，當時哈利·波特、金妮·衛斯理和奈威·隆巴頓於霍格華茲特快列車上找不到別的車廂時，金妮說服他們跟露娜共享一個車廂。當時露娜正在車廂裏故意反轉拿著《謬論家》來閱讀。露娜對哈利、奈威和隨後到來的榮恩和妙麗表現比較友好，但是他們有時候覺得露娜的一些行為有點可笑。露娜在學校裡被孤立，但她似乎很少關心別人對她的想法。
露娜知道自己於學校裡的綽號—「露瘋子（loony）」—人人都這樣稱呼她，甚至有時金妮也這麼叫她，甚至是她的同學僅僅為了好玩，他們會透過定期地把她的東西偷去並藏起來以取笑她。雖然她意識到別人對自己的嘲弄，但她基本上不為所動。似乎對此並不在意。儘管如此，她還是重視她的幾個朋友。在哈利生命中特別動蕩的一年裡，露娜跟他建立了深厚的友誼，露娜能夠在哈利的許多親密朋友都做不到的時候，是唯一能夠平息他的憤怒並讓他平靜下來的人，她在該系列中多次支持哈利。她跟其父親贊諾·羅古德（Xenophilius Lovegood）相信哈利與阿不思·鄧不利多聲稱佛地魔歸來的消息，並且曾在一群持懷疑態度的學生面前替他辯護；她跟妙麗一起說服麗塔·史譏採訪哈利，以便他的觀點能夠在其父親擔任編輯的雜誌《謬論家》上。值得注意的是，露娜雖然似乎不在意別人對自己的看法，卻很在意別人怎樣看待她父親的雜誌，這說明她很重視她的家庭，她的思維模式也主要是受到其父親的影響。
四年级的露娜加入到鄧不利多的軍隊（簡稱D.A.），並成為D.A.裡最活躍、最忠實的六位成員之一。在小說的後來，露娜跟哈利、榮恩、妙麗、金妮和奈威在魔法部的神秘事務司之戰中跟食死人發生衝突，當露娜與榮恩及金妮一起跟哈利分開時，她似乎是唯一一個被昏擊咒擊中前沒有受傷的成員。在該小說的最後，在天狼星·布萊克不幸在死亡密室的戰鬥中遇難去世後，對教父的死感到悲痛萬分的哈利，除了露娜以外，他不願跟任何人談論其教父的事，也許這跟他們共同有過悲慘的遭遇有關。
露娜透過分享她本人對死亡的看法來安慰失去教父的哈利，她相信死去的親人們（包括其母親與哈利的教父）都生活在那古老的拱門後面。能夠看見騎士墜鬼馬的露娜和哈利，二人都能夠聽到死亡密室中央那神秘拱門後的人聲。

### 混血王子的背叛
在中，在霍格華茲特快列車上，當其他一些女學生邀請哈利加入她們的車廂，指他不必跟露娜和奈威坐在一起，暗示指兩人是不受歡迎的伙伴，當時哈利使人不自在地說：「他們是我的朋友。」露娜以其直率誠實的方式觀察到人們期待像哈利這樣的人擁有「比我們更酷的朋友」。哈利的回應表明他對這對搭檔越來越喜歡，她跟奈威都很酷。
在聖誕節的時候，哈利邀請露娜參加由史拉轟教授主持的派對，進行一場柏拉圖式的約會。儘管露娜穿著一件閃閃發光的銀色亮片連衣裙，她看起來還是蠻好看的。哈利還注意到，她對於腐牙陰謀的談話內容（據稱正氣師試圖透過黑魔法和牙齦疾病的結合來摧毀魔法部），讓哈利笑著對著他的飲料咳嗽。露娜於葛萊分多對赫夫帕夫的比賽中擔任魁地奇評述的工作，在評述中她很少談論這場比賽—而是談論體育場上方的「有趣形狀的雲」，以及金妮有多好，並幽默稱其中一名赫夫帕夫球員患有「丟球症（Loser's Lurgy）」。麥教授不知道該怎麼處理她，但一些粉絲卻認為她的評論非常有趣。這勝過榮恩，他說露娜可能瘋了，但是以一種好的方式。該系列的作者在一次採訪中指出，她「非常喜歡」寫露娜的評述，並認為這是「使人眩目的洞察力（blinding insight）」。
後來，當食死人襲擊霍格華茲時，露娜、金妮和奈威成為了少數響應號召保護學校的D.A.成員。在鄧不利多的葬禮上，哈利對露娜和奈威都產生了一種「極大的感情」，因為前者幫助後者到達其位置。

### 死神的聖物
在中，哈利、妙麗與榮恩到霍格華茲外進行對佛地魔的對抗，而校內的D.A.領軍抵抗成員則是露娜、金妮和奈威。露娜跟她的父親參加了比爾和花兒於洞穴屋舉行的婚禮。儘管哈利以變身水偽裝，然而露娜在此期間僅僅從他臉上的表情便能立刻把哈利認出。露娜後來回到霍格華茲就讀六年級，她和金妮在那裡協助奈威重振鄧不利多的軍隊，這激怒了被派往霍格華茲任教的食死人卡羅兄妹。在第一學期，三人闖入賽佛勒斯·石內卜的辦公室，企圖偷走葛萊分多寶劍以協助哈利踏上旅途。他們被捕並顯然因他們的罪行受到懲罰，但制裁是跟魯霸·海格一起進入禁忌森林。這顯示了石內卜教授不是真心想要責罰三人，只是要罰個意思給食死人看而已。
在哈利三人到訪羅古德家期間，他留意到有幾項證據表明露娜已有好幾個星期沒有回家（儘管那是聖誕假期）：她跟她母親的照片上蒙上了灰塵，她的衣櫥裡沒有衣服，還有她的床，看起來好像已有一段時間沒有睡覺了。後來透露，露娜於那年乘霍格華茲特快列車回家過聖誕節的時候被綁架，以阻止其父親在《謬論家》上發布支持哈利·波特的資訊。當哈利等三人在羅古德家時，羅古德先生不顧一切地設法營救自己的獨生女，於是把三人出賣給食死人，希望這樣做能確保露娜獲釋。然而三人最後僥倖逃脫—幾個月後，三人成為俘虜被關在馬份莊園的地下室。在那裡，三人發現露娜跟魔杖製作人奧利凡德先生被關押成為人質。眾人獲家庭小精靈多比拯救了出來，並把他們帶到了比爾·衛斯理和花兒·戴樂古位於貝殼居的家，那裡的保護性魔法能讓他們安全。
當哈利三人回到霍格華茲尋找佛地魔用以變作分靈體的雷文克勞物品時，露娜協助哈利進入雷文克勞的公共休息室，以便查看羅威娜·雷文克勞的王冕。當二人被發現時，露娜把食死人教授的艾米克·卡羅擊昏了。後來，她在霍格華茲大戰中奮勇作戰，並召喚其護法協助擊退數百頭即將襲擊哈利、榮恩和妙麗的催狂魔。在哈利被認為死後，露娜最終與妙麗和金妮一起跟貝拉·雷斯壯決鬥，直到後來莫莉·衛斯理接手並擊敗了她。最後，當佛地魔被擊敗時，露娜是首個向哈利表示祝賀的人。霍格華茲大戰結束後，露娜似乎是唯一一個意識到哈利需要安寧的人，所以她把其注意力分散，好讓他能夠在隱形斗篷下逃脫。

### 小說後的生活
羅琳在《死神的聖物》上映後的第一次電視採訪中，她透露了露娜從霍格華茲畢業後生話的許多方面。露娜仍然是個古怪的人，著迷於魔法動物的露娜選擇並追求的職業是「相當於巫師」的自然歷史學家。露娜接受了其父親有時是錯誤的信念，但羅琳解釋指，其背景培養了她一種獨特的開放思想，這使她能夠發現更多以「現實」為導向的人可能無法識別的發現。
後來在基於網絡聊天的訪問中，羅琳解釋指，露娜於其職業生涯中發現到許多新的魔法動物物種，並且因此而聞名，儘管她最終被迫承認實際上並不存在的犄角獸（Crumple-Horned Snorkack）。露娜後來嫁給同樣是自然歷史學家的羅夫·斯卡曼德（Rolf Scamander）—《怪獸與牠們的產地》的作者—紐特·斯卡曼德的孫子，婚後二人環遊世界並過著非常有趣的生活。
在ITV的《JKR紀錄片》中，羅琳繪製了包括露娜和羅夫在內的新一代衛斯理家的家譜，露娜跟羅夫育有一對雙胞胎兒子，名叫羅肯（Lorcan）和萊桑德（Lysander）。這對雙胞胎是在露娜的朋友們（榮恩和妙麗）擁有自己的孩子數年之後出生的。據透露，哈利與金妮以他們「親愛的朋友」的名字來為他們的第三個孩子兼唯一的女兒取名，名為莉莉·露娜·波特。

## 迴響及評價
露娜於《鳳凰會的密令》中首次亮相後迅速成為粉絲最喜歡的角色，這很大程度上歸功於其古怪的個性與樂天的生活態度。《IGN》把露娜評為「最佳的哈利波特角色」的第12位，並指出：「雖然露娜經常因為其怪人的方式而被人迴避，在升至五年級的路途上，當她在霍格華茲特快列車上遇到哈利·波特與他的朋友時，情況發生了變化。後來露娜加入了鄧不利多的軍隊的英勇學生組織團隊，並在該組織中發揮了關鍵作用。」《帝國雜誌》把露娜列為最佳角色的第10位。